# Frank Lammers
Frank Albertus Petrus Maria Lammers (Mierlo, 10 aprile 1972) è un attore e doppiatore olandese.

## Biografia
È sposato con la scrittrice Eva Posthuma de Boer con la quale ha un figlio e una figlia.

## Filmografia
- Fl. 19,99 - regia di Mart Dominicus (1998)
- Wilde Mossels - regia di Erik de Bruyn (2000)
- Nachtrit - regia di Dana Nechushtan (2006)
- Black Book - regia di Paul Verhoeven (2006)
- Bullhead - La vincente ascesa di Jacky - regia di Michaël R. Roskam (2011)
- The Prosecutor the Defender the Father and His Son - regia di Iglika Trifonova (2015)
- De Helleveeg - regia di André van Duren (2016)
- All You Need Is Love - regia di Will Koopman (2018)
- Ferry - regia di Cecilia Verheyden (2021)
- TheTakeover - regia di Annemarie van de Mond (2022)
- Ferry 2 - regia di Wannes Destoop (2024)

### Serie televisive
- De Ko de Boswachtershow - serie TV (1990)
- Wildschut & De Vries - serie TV (2000)
- Undercover - serie TV (2019)
- Levenslied - serie TV (7 episodi) (2011)
- Als de dijken breken - serie TV (2016)
- Edelfigurant - serie TV (2020-2021)
- Máxima - serie TV (2024)
- Hein - serie TV (2024)

## Doppiaggio

### Film
- Antonio Banderas in SpongeBob - Fuori dall'acqua
- Gilles Lellouche in Asterix & Obelix - Il regno di mezzo

### Film d'animazione
- Ralph Spaccatutto in Ralph Spaccatutto
- El Macho in Cattivissimo me 2
- Grande Aquila in Angry Birds - Il film, Angry Birds 2 - Nemici amici per sempre
- Spider-Man Noir in Spider-Man - Un nuovo universo
- Mr. Shark in Troppo cattivi
- Papà Orso in Il gatto con gli stivali 2 - L'ultimo desiderio
- Zio Dan in Prendi il volo

## Doppiatori italiani
Nelle versioni in italiano delle opere in cui ha recitato, Frank Lammers è stato doppiato da:
- Roberto Draghetti in Black Book
- Walter Rivetti in Bullhead - La vincente ascesa di Jacky
- Dario Oppido in Ferry, Ferry 2, The Undercover

## Riconoscimenti
- Arlecchino (2001)